# Heywood (Greater Manchester)
Heywood is een stad in het district Rochdale, in het Engelse graafschap Greater Manchester. De plaats, gelegen ten noorden van de stad Manchester, telde in 2001 28.024 inwoners.
Heywood werd gesticht in de vroege middeleeuwen en bestond hoofdzakelijk uit een bevolking van boeren. Tegenwoordig is het een verstedelijkt gebied.

## Geboren

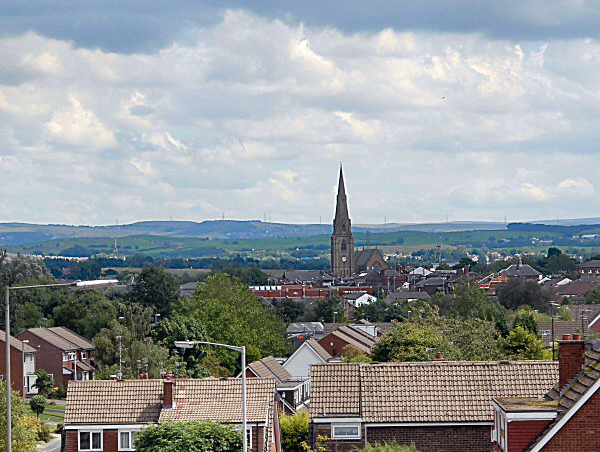
Zicht op Heywood

Lisa Stansfield, Brits zangeres